# Сулішевиці (Західнопоморське воєводство)
Сулішевиці (пол. Suliszewice) — село в Польщі, у гміні Лобез Лобезького повіту Західнопоморського воєводства.
Населення — 216 осіб (2011).
У 1975-1998 роках село належало до Щецинського воєводства.

## Демографія
Демографічна структура станом на 31 березня 2011 року:
|          | Загалом | Допрацездатний вік | Працездатний вік | Постпрацездатний вік |
| -------- | ------- | ------------------ | ---------------- | -------------------- |
| Чоловіки | 111     | 20                 | 85               | 6                    |
| Жінки    | 105     | 23                 | 72               | 10                   |
| Разом    | 216     | 43                 | 157              | 16                   |